# 大野和雄
大野 和雄（おおの かずお、1932年〈昭和7年〉9月16日 - 2003年〈平成15年〉5月20日）は、日本の経営学者・教育者。専門は、マーケティング。函館大学名誉教授。同大学学長。北海道函館市出身

## 略歴
- 1952年（昭和27年）函館短期大学商科卒業。
- 1952年（昭和27年）函館大学付属有斗高等学校教諭。同校産業経済部顧問
- 1958年（昭和33年）日本大学商学部商業学科通信教育課程卒業
- 1965年（昭和40年）函館大学商学部専任講師
- 1968年（昭和43年）同商学部助教授
- 1976年（昭和51年）同商学部教授
- 1986年（昭和61年）函館大学学長
- 1989年（平成元年）函館大学学長退任
- 2002年（平成14年）函館大学定年退職。同名誉教授[2]
- 2003年（平成15年）5月20日、急性肺炎のため死去[1]。

この他、1959年（昭和34年）函館経営セミナー専務理事、1960年（昭和35年）函館経営リサーチ・センター事務局長、日本大学経済学部通信教育課程学習会講師や、日本大学大学院経済研究科非常勤講師（1990年～2000年）なども務めた

## 受賞歴
函館市功労者表彰（1997年）

## 著書
- （長谷政弘）と共著『マーケティング』（学文社、1976年第4版・1970年初版）
- （長谷政弘）と共著『現代小売マーケティング』（白桃書房、1973年）
- 『新しい都市づくりの知恵 : 好きです函館』（白桃書房、1983年）
- 『新現代マーケティング・ルネサンス : カスタマー・ファーストを求めて』（白桃書房、1992年）